# Paris Hilton My New BFF (1 temporada)
En la primera temporada de Paris Hilton My New BFF concursaron 16 mujeres y 2 hombres que compitieron en retos, en un intento por conseguir la amistad de Paris.
La primera temporada de Paris Hilton My New BFF, también conocida simplemente como My New BFF (Mi Nuevo Mejor Amigo Para Siempre), estrenada en los Estados Unidos el 30 de septiembre de 2008, en España el 29 de enero de 2009, y en América Latina el 19 de junio de 2009. Es el primer concurso de la franquicia My New BFF. 
Aunque a Hilton se le prohibió revelar el ganador antes de que el programa hubiera sido emitido totalmente, en dos ocasiones se refirió accidentalmente al ganador como "ella", por primera vez el 25 de septiembre de 2008 durante el programa Late Show with David Letterman, y de nuevo el 7 de octubre de 2008 en el programa The Ellen DeGeneres Show.

## Selección de los concursantes

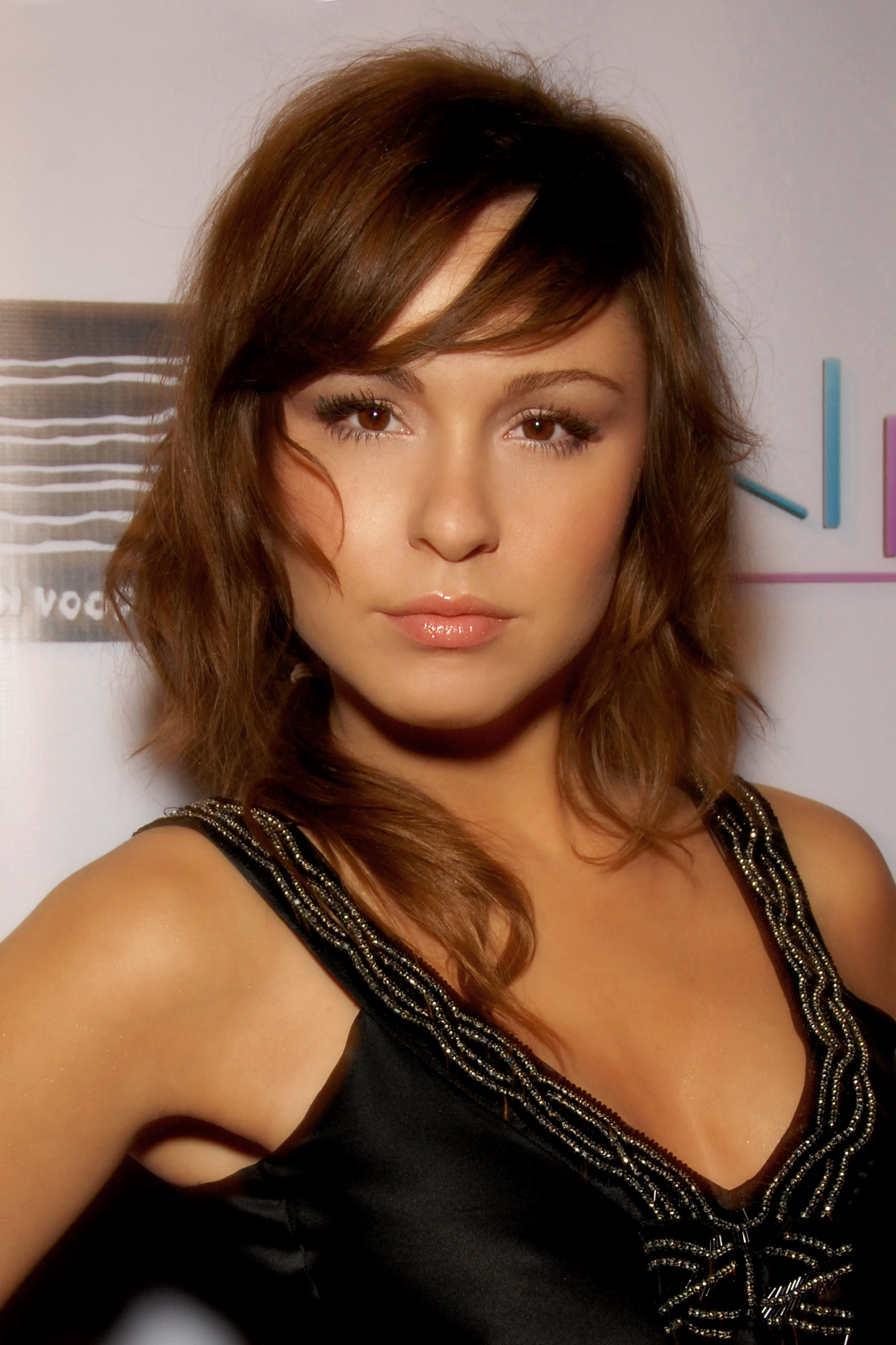
Brittany Flickinger asistiendo a una fiesta en "The Kress," Hollywood. Junio de 2009

Antes de la producción, se creó un sitio web para que los posibles concursantes presentaran sus vídeos explicando por qué deben ser amigas de Paris. Se establecieron varias sesiones y cástines. Inicialmente, las 19 personas con el mayor número de votos de otros usuarios iría en el programa. Sin embargo, los 10 concursantes con la mayor cantidad de votos se redujeron a 8, mientras que otros fueron seleccionados por los productores del programa.
| Nombre                       | Eliminado              |
| ---------------------------- | ---------------------- |
| Brittany Flickinger          | Ganadora               |
| Vanessa Fontana              | Episodio 10            |
| Corrie Loftin                | Episodio 9             |
| Shelley Burkett              | Episodio 9             |
| Lauren Stone                 | Episodio 8             |
| Kayley Gable                 | Episodio 7             |
| Erica "Kiki" Duarte          | Episodio 6             |
| Natasha Komis                | Episodio 5 (parte dos) |
| Zui Watts                    | Episodio 5 (parte uno) |
| Nelson "Onch Movement" Chung | Episodio 4             |
| Bryan Gallagher              | Episodio 3             |
| Sinsu Co                     | Episodio 3             |
| Baje Fletcher                | Episodio 2             |
| Michelle Kopasz              | Episodio 1 (parte dos) |
| Athena Georgiadias           | Episodio 1 (parte uno) |
| Erin Newberg                 | Episodio 1 (parte uno) |
| Francisca Ovalle             | Episodio 1 (parte uno) |
| Trisha Hershberger           | Episodio 1 (parte uno) |

## Tabla de eliminación
| Concursantes | Episodios | Episodios | Episodios | Episodios | Episodios | Episodios | Episodios | Episodios | Episodios | Episodios |
| Concursantes | 1         | 2         | 3         | 4         | 5         | 6         | 7         | 8         | 9         | 10        |
| ------------ | --------- | --------- | --------- | --------- | --------- | --------- | --------- | --------- | --------- | --------- |
| Brittany     | SIGUE     | SIGUE     | MAS       | MAS       | JUZ       | GANA      | SIGUE     | JUZ       | SIGUE     | BFF       |
| Vanessa      | MAS       | SIGUE     | SIGUE     | SIGUE     | SIGUE     | SIGUE     | MAS       | JUZ       | GANA      | TTYS      |
| Corrie       | SIGUE     | GANA      | SIGUE     | JUZ       | MAS       | SIGUE     | JUZ       | JUZ       | TTYS      |           |
| Shelley      | SIGUE     | JUZ       | SIGUE     | GANA      | GANA      | SIGUE     | SIGUE     | JUZ       | TTYS      |           |
| Lauren       | SIGUE     | SIGUE     | GANA      | SIGUE     | SIGUE     | JUZ       | SIGUE     | TTYN      |           |           |
| Kayley       | SIGUE     | MAS       | SIGUE     | SIGUE     | JUZ       | GANA      | TTYS      |           |           |           |
| Kiki         | JUZ       | SIGUE     | SIGUE     | SIGUE     | GANA      | TTYN      |           |           |           |           |
| Natasha      | SIGUE     | SIGUE     | JUZ       | SIGUE     | TTYN      |           |           |           |           |           |
| Zui          | SIGUE     | SIGUE     | SIGUE     | SIGUE     | TTYN      |           |           |           |           |           |
| Onch         | SIGUE     | GANA      | SIGUE     | TTYS      |           |           |           |           |           |           |
| Bryan        | SIGUE     | SIGUE     | TTYN      |           |           |           |           |           |           |           |
| Sinsu        | SIGUE     | SIGUE     | TTYN      |           |           |           |           |           |           |           |
| Baje         | SIGUE     | TTYN      |           |           |           |           |           |           |           |           |
| Michelle     | TTYN      |           |           |           |           |           |           |           |           |           |
| Athena       | TTYN      |           |           |           |           |           |           |           |           |           |
| Erin         | TTYN      |           |           |           |           |           |           |           |           |           |
| Francisca    | TTYN      |           |           |           |           |           |           |           |           |           |
| Trisha       | TTYN      |           |           |           |           |           |           |           |           |           |

Código de Colores
     El concursante es Mujer.
     El concursante es Hombre.
     El concursante se convirtió en la nueva amiga de Paris.
     El concursante ganó el reto del episodio y estaba a salvo de la eliminación.
     El concursante ganó el reto y se hizo mascota.
     El concursante se hizo la mascota y estaba a salvo de la eliminación.
     La concursante continúa siendo mascota y gana el reto.
     La concursante gana el reto y es juzgada.
     El concursante se convirtió en mascota por otro concursante y fue juzgada .
     El concursante no fue eliminado en ese episodio.
     El concursante estaba en el debate, fue sustituido por otra persona, y por lo tanto estaba a salvo.
     El concursante estaba en el debate de la eliminación, pero se salvó.
     El concursante fue eliminado por otro participante.
     El concursante fue eliminado.
     La concursante fue eliminada fuera de la mansión BFF.
TTYN - Talk To You Never - (Hasta nunca), es el mensaje de despedida a los concursantes eliminados. París dijo "TTYN" a Lauren, Kiki, Natasha, y Zui cuando fueron eliminados. Ella dijo TTYS (Talk to you soon) - (Hasta pronto), a Vanessa, Corrie, Shelly, Kayley y Onch después de su eliminación. En la eliminación de Bryan y Sinsu, Paris exclamó "Sayonara!" porque fueron a Japón junto a Brittany y Natasha.

### Razones para la Eliminación
| Nombre    | Razón por la Eliminación | Episodio Eliminado |
| --------- | --- | ------------------ |
| Athena    | No dio una buena primera impresión a París. (NOTA: Ella fue eliminada fuera del panel.) | 1                  |
| Erin      | No dio una buena primera impresión a París. (NOTA: Ella fue eliminada fuera del panel.) | 1                  |
| Francisca | No dio una buena primera impresión a París. (NOTA: Ella fue eliminada fuera del panel.) | 1                  |
| Trisha    | No dio una buena primera impresión a París. (NOTA: Ella fue eliminada fuera del panel.) | 1                  |
| Michelle  | No confiaba en la sugerencia de cambio de imagen de París. | 1                  |
| Baje      | Actuó mal en el reto 24-Party, era antisocial, no se llevan bien con otros participantes y mostró falta de respeto a París por la risa durante la eliminación. | 2                  |
| Bryan     | Era demasiado tímido, reservado y nunca hablaba. (NOTA: Este concursante fue eliminado fuera de Estados Unidos) | 3                  |
| Sinsu     | Bebía en exceso cuando salía de fiesta. (NOTA: Esta concursante fue eliminada fuera de Estados Unidos) | 3                  |
| Onch      | Fue votado como el segundo concursante más falso (detrás de Corrie), y París pensaba que estaba jugando y que había "problemas", sin embargo le dijo que se contatarían después).                                                                                                  | 4                  |
| Zui       | Eliminada por las amenazas físicas realizadas a Corrie antes, después que Corrie hizo un comentario racista. (NOTA: Ella fue eliminada por Corrie, a la cual París ordenó elegir un concursante para abandonar la mansión BFF.)                                                    | 5                  |
| Natasha   | Tenía un problema de actitud, y actuó mal en los 7 Minutos en el desafío de los Cielos. También le faltó el respeto a París al decir que el desafío era tonto. | 5                  |
| Kiki      | Actuó mal en el reto showgirl, y París sintió que no la tomó en serio. Tenía una mala actitud hacia los demás concursantes, y mostró falta de respeto a París por sonreirse durante la eliminación.                                                                                | 6                  |
| Kayley    | París consideró que ella aportaría demasiado drama a su vida. (NOTA: Shelley y Corrie fueron elegidas inicialmente, pero París consideró que Shelley - quién fue elegida para la eliminación por Vanessa - no merece estar en la eliminación. Entonces hizo el cambio con Kayley.) | 7                  |
| Lauren    | Onch - regresó junto con otros BFFS eliminados para un reto especial - París había dicho que ella no cooperaba durante el desafío. Los otros BFFS, a excepción de Shelley, tenían malas actitudes hacia ella.                                                                      | 8                  |
| Shelley   | No parecía triste cuando fue "enviada a casa" en el reto de las eliminaciones falsas, por lo que París sintió que sería más feliz volviendo a casa. | 9                  |
| Corrie    | París consideró que se preocupaba más de sí misma que de su amistad con ella. | 9                  |
| Vanessa   | No consta una razón específica. Se deduce que París tenía una mejor relación con Brittany. Sin embargo, Vanessa parecía idolatrar a Paris. | 10                 |